# Perrierina turneri
Perrierina turneri is een tweekleppigensoort uit de familie van de Cyamiidae. De wetenschappelijke naam van de soort is voor het eerst geldig gepubliceerd in 1939 door Powell.